# وصف (شعر)

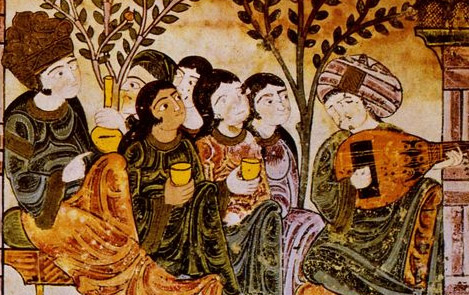

الوصف هو أسلوب قديم من الشعر العربي، والذي يميزه كونه لديه أبيات وصفية. وقد اقترض مفهوم الوصف أيضا إلى الفارسية، التي طورت تقاليدها الشعرية الغنية في هذا الوضع.

## الدور في البيت الشعري العربي
كان الوصف واحدا من أربعة أنواع شعرية التي كان من المتوقع أن يكون هناك شعراء عرب مختصين بها في العصور الوسطى، جنبا إلى جنب مع الفخر، والحجة، والقصيدة المرثية.
ربما استمدت من وصف المخيم المهجور والمحبوبة في مقدمة القصيدة القديمة، والحيوانات والمناظر الطبيعية في مقطع الرحلة، وتطورت إلى نوع من تلقاء نفسها في بغداد العباسية وبعد ذلك في إسبانيا. كان التقليد في اللغة العربية متطور للغاية، حيث غالبا ما يكرس الشعراء مجموعات كاملة لوضع علاجات لموضوعات فردية، مثل حيوانات الصيد، وأنواع الزهور، وأشياء محددة. في حين أن المرء قد يميل في البداية إلى اتخاذ هذا النوع من الشعر بخفة - لأنه ينطوي على وصف «مجرد»، ويمكن تقديم حجة لرؤية هذا النوع.
في قصائد الحب، كل جزء من جسد المحبوب يوصف ويشاد بدوره، في كثير من الأحيان تستخدم الألفاظ الغريبة بتبذير، أو حتى استعارات بعيدة المنال. سفر نشيد الأنشاد هي مثال بارز على هذا النوع، ويمكن العثور على أمثلة أخرى كألف ليلة وليلة. الصور الواردة في هذا النوع من الشعر ليست وصفية حرفيا. بدلا من ذلك، أنها تنقل بهجة الحبيب للمحبوب، حيث يجد الحبيب نضارة وبهاء في الجسم كصورة معكوسة في العالم. يوجد أنواع أخرى من الوصف تشمل الألغاز الأدبية. 

## خارج اللغة العربية
هذا النوع له تاريخ طويل وأصبح فيما بعد المفضل بالنسبة لشعراء التروبادور الفرنسي ومؤلفي السوناتات في العصر الإليزابيثي. نهضة الأدب هذه عممت من قبل الكتّاب الفرنسيين عبر الإيطالية وكان يسمى "بلاسونس أناتوميكس" أو "بلازون" (انظر الشاعر الإيطالي فرانشيسكو بتراركا). انهى شكسبير هذه الحركة مع كتابته لـسونيت 130 التي هزت هيئة الوصف. على سبيل المثال، السطر الأول في هذه الصفحة الهجائية يقول، "عيون عشيقتي" ليست مثل الشمس."